# Clarus

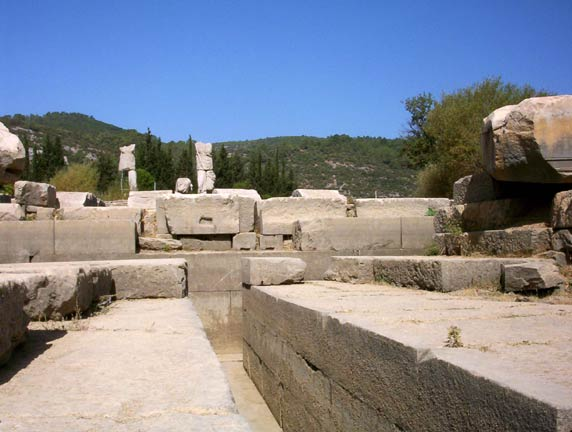
Toestand van de site in 2004. Op de achtergrond ziet men de cultusbeelden.

Clarus (Oudgrieks: Κλάρος) was voor de oude Grieken een belangrijk orakel aan de westkust van Klein-Azië en heiligdom van de god Apollo Clarius. Het orakel stond onder controle van de stad Colophon, die op 13 kilometer afstand lag. De oudste verwijzingen naar het orakel stammen uit de 7e eeuw v.Chr., maar waarschijnlijk is het orakel zelfs ouder dan de Griekse kolonisatie van het gebied. Een heilige grot duidt erop dat vóór Apollo de Kleinaziatische godin Cybele er vereerd werd. Tot de Romeinse tijd genoot Clarus een reputatie die met Delphi of Didyma vergelijkbaar was.

## Bouw van de tempel
De tempel zelf heeft verschillende gedaante wisselingen gekend. Het eerste ontwerp van de tempel was een tempel met een dubbele zuilenrij van zes zuilen aan de façade en aan beide kanten van de tempel een enkele zuilenrij van elf zuilen. Verder moesten er in de vestibule vier zuilen komen te staan. Het interieur bestond uit een hof waar een waterput zat en een kleine pronaïkos. De afmetingen van de tempel moesten 43,75 bij 23,49 meter worden, wat vergelijkbaar was met andere Dorische tempels in Griekenland aan het eind van de vierde eeuw voor Christus. In deze zin was het een typische antentempel. Uniek aan de tempel was dat, terwijl de tempel voornamelijk Dorisch was, de pronaos Ionisch hoog was met Ionisch pleisterwerk. Vermoedelijk werd de plaats van de tempel uitgekozen omdat er op deze plaats honderden astragalussen stonden. Het werk werd echter in eerste instantie niet voltooid, want Lysimachus, een veldheer van Alexander de Grote, liet het werk opschorten. Het werk aan de tempel werd pas eind tweede eeuw weer opgepakt. De tempel die hierboven is geschetst, is echter nooit van steen en marmer gebouwd, maar vermoedelijk alleen van hout. Dit is echter niet te bewijzen, aangezien er niks meer van over is. Wel belangrijk om te melden, is dat tijdens de bouwwerkzaamheden het orakel al wel in bedrijf werd genomen.
De houten tempel, met één verdieping, werd aan het eind van de hellenistische periode vervangen door een stenen bouwwerk met een begane grond met daaronder een crypte. De dubbele colonnade aan de façade werd ook wegelaten om een grotere open ruimte te creëren. Ook kwam er een hoge crepis afgeleid van die uit Didyma, alleen dan aangepast aan de Dorische orde. De reden hiervoor kan gevonden worden in een verandering in het ritueel van het orakel en de nieuwbouw van een tempel in Delphi. In de crypte kwamen namelijk drie ruimtes: een ruimte voor het orakel waarin ook de waterput stond waar het orakel zijn inspiratie uit haalde, een ruimte voor de raadplegers van het orakel en een lange gang naar deze twee ruimtes toe. Het idee hierachter was dat een bepaalde raadpleger direct in de ruimte van de thespiode konden komen en het orakel tijdens zijn bezigheden kon horen. Op de begane grond kwam er een naos met een deur naar de pronaos, de pronaïkos werd wegelaten in deze plaats kwam er een podium voor het cultusbeeld van Apollo met naast hem zijn moeder Leto en zijn zus Artemis. Opvallend is dat dit podium gedeeld werd met een verering aan Dionysos. Dit is waarschijnlijk afgeleid van Delphi waar Dionysos een graf had. Ook tijdens deze bouwwerkzaamheden bleef het orakel in bedrijf.

## Legende
Volgens een antieke legende werd de profeet Kalchas voorspeld dat hij zou sterven als hij ooit nog eens door een andere profeet overtroffen zou worden. Bij Clarus ontmoette hij de profeet Mopsus die hij uitdaagde het aantal vruchten aan een vijgenboom te noemen. Toen Mopsus het precieze aantal noemde, stierf Kalchas. Mopsus werd de legendarische stichter van Clarus.

## Bezoek van Alexander de Grote
Alexander de Grote bezocht Clarus om zijn droom, waarin hij op de berg Pagos een stad stichtte, te laten duiden. Het orakel verklaarde dat de droom een oproep was om de stad Smyrna te herbouwen.

## Herontdekking

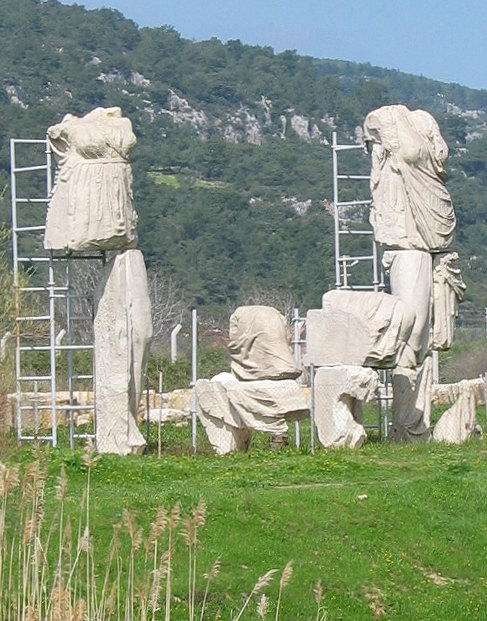
De heropgerichte hellenistische cultusbeelden

Clarus werd tegen het einde van de 19e eeuw herontdekt door de archeoloog Carl Schuchhardt. Bijzonder bezienswaardig zijn de levensgrote, hellenistische cultusbeelden, die nog op hun oorspronkelijke plek staan.